# العراكم (تعز)
العراكم هي إحدى قرى الجمهورية اليمنية. وهي تتبع جغرافيًا لمحافظة تعز. وإداريًا لمديرية التعزية. يبلغ تعداد سكانها 3731 نسمة حسب الإحصاء الذي جرى عام 2004.